# Stazione di Pinzano
La stazione di Pinzano è una stazione ferroviaria, a servizio del comune di Pinzano al Tagliamento, capolinea delle linee per Sacile e per Gemona; quest'ultima proseguiva in passato fino a Casarsa.

## Storia

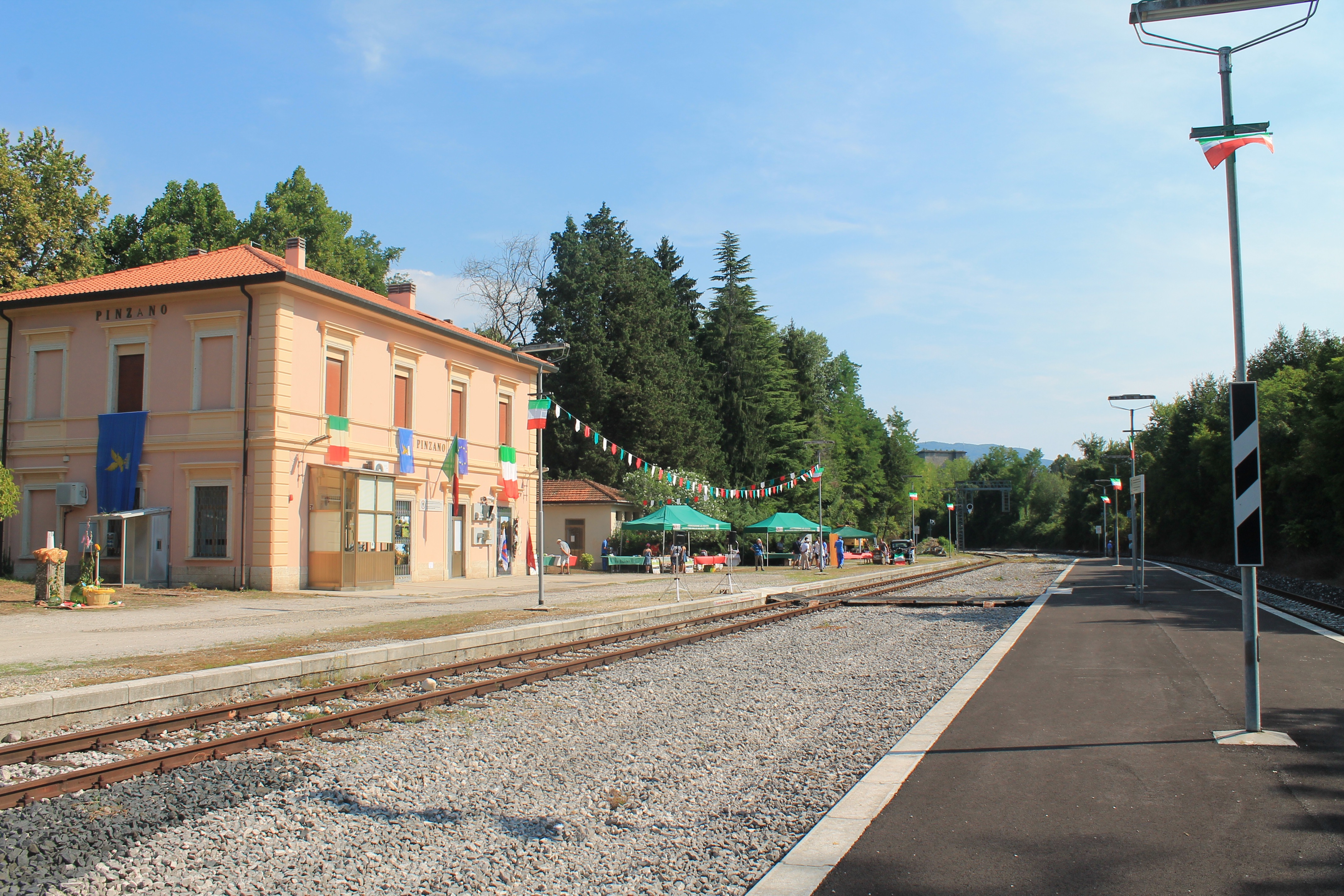
La stazione di Pinzano durante la re-inaugurazione avvenuta a luglio 2018

La stazione venne inaugurata nel 16 gennaio 1912 quando venne aperto il tratto ferroviario che la collegava a Spilimbergo provenendo da Casarsa.
Il 1º novembre 1914 la stazione venne collegata con quella di Gemona, completando così l'intera linea ferroviaria Gemona del Friuli-Casarsa.
Solo il 28 ottobre 1930 la stazione viene collegata a quella di Sacile completando il tratto ferroviario Sacile-Pinzano. Nel 1967 viene dismesso il tratto che collega Pinzano a Casarsa, mantenendo però in esercizio i tratti ferroviari che la collegavano a Sacile e Gemona. La stazione possedeva anche uno scalo merci di medie dimensioni, che viene però chiuso nello stesso periodo. La stazione ha avuto una grande importanza durante le guerre mondiali, ed era un punto strategico nevralgico per i nazisti nella seconda guerra mondiale, infatti molti treni con prigionieri di guerra diretti in Germania ed in Polonia, transitavano o si fermavano alla stazione di Pinzano in quanto il paese era occupato da truppe naziste stabili.

### Ex fermata presso il tempio Ossario
Sempre durante la seconda guerra mondiale, nei pressi dell'area militare dell'Ossario di Pinzano, era stata istituita una fermata provvisoria in un casello (dato che la ferrovia passa a poche decine di metri) destinata al carico e scarico di rifornimenti indirizzati alle truppe naziste, al carico di prigionieri di guerra (partigiani di Pinzano) e per facilitare l'arrivo e la partenza dei militari. La fermata si trovava in una piccola scarpata, subito dopo la galleria che la divide con la Stazione di Pinzano, in direzione Gemona. Mediante una scalinata, si raggiungeva il casello della stazione (ancora presente). Vicino alla stessa, fu costruita una piccola tettoia in cemento, ancora visibile.

### La sospensione del 2012 e la riattivazione
In seguito alla sospensione della linea ferroviaria avvenuta nel 2012 a causa di una frana a Meduno, la stazione venne chiusa ed abbandonata dal personale delle FS, risultando in un progressivo abbandono dell'area.
Nel 2017, con la riattivazione del servizio di linea tra Sacile e Maniago, vennero svolti dei lavori per ripristinare gli impianti di controllo in quanto presso la stazione ha sede il DCO, ovvero la centrale che regola la circolazione sull'intera linea ferroviaria. 

Con l'avvio del servizio turistico da parte di Fondazione FS nel 2018, vennero svolti diversi lavori per ridare decoro alla stazione, la quale è stata imbiancata esternamente, il tetto è stato rifatto, sono stati installati nuovi impianti di illuminazione e nuova segnaletica e i marciapiedi sono stati asfaltati.

## Strutture e impianti

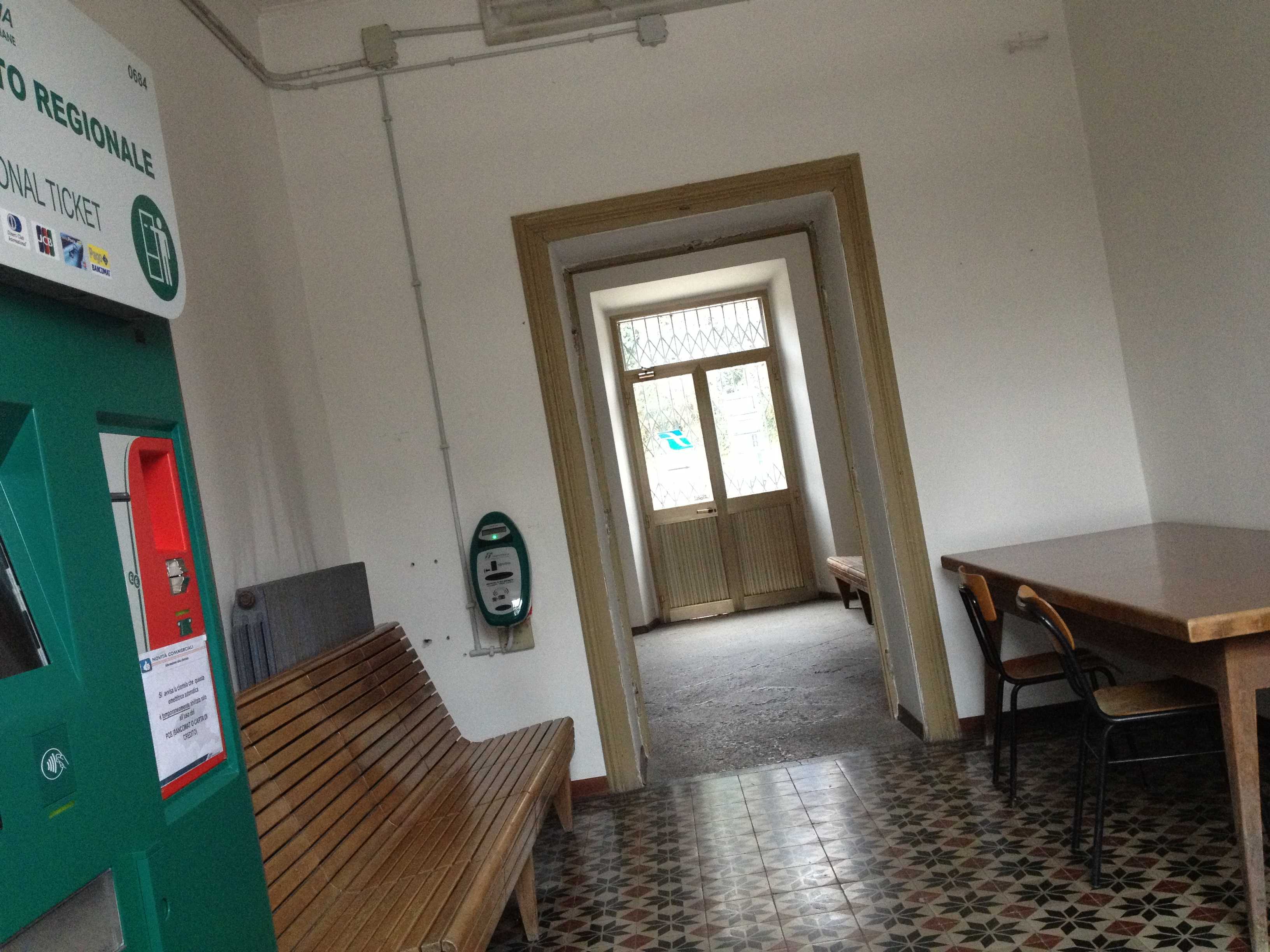
Interno della Stazione

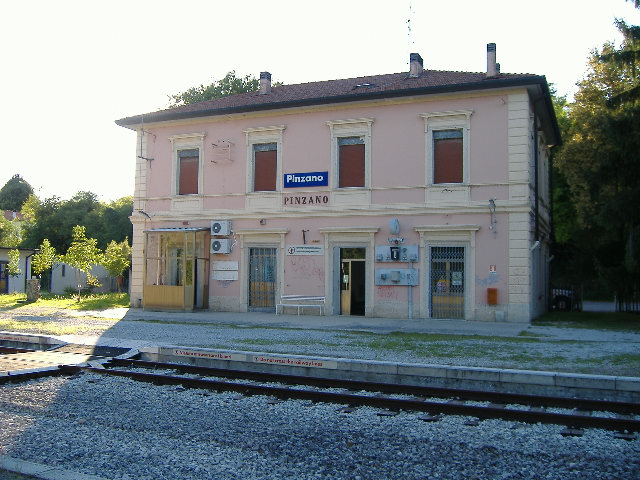
La stazione di Pinzano

La stazione ha al suo interno il servizio di biglietteria automatica e a sportello, nella sala d'attesa della stazione.
Il piazzale, un tempo dotato di 5 binari, è stato ridimensionato nei primi anni 90. 

Attualmente la stazione dispone di due binari:
- Binario 1, utilizzato per le precedenze
- Binario 2, è il binario di corsa

Pinzano, se non si contano i capolinea, è l'unica stazione delle linee per Sacile e per Gemona presenziata da personale delle FS, in quanto proprio presso questa stazione ha sede il DCO che regola la circolazione.
Sia in direzione Sacile che in direzione Gemona del Friuli, la stazione termina con delle gallerie. 
 Al binario 3, è posto un passaggio, che un tempo conduceva alla stazione di pompaggio dell'acqua per i treni a vapore, tramite il quale è possibile raggiungere il fiume Tagliamento, frequentato d'estate da numerosi turisti.

## Movimento
Il servizio passeggeri regionale era svolto da Trenitalia lungo la relazione Sacile-Pinzano-Gemona. Dal luglio 2012 il servizio ferroviario è sostituito da autocorse. 

In attesa della riattivazione del servizio di linea, la stazione è servita esclusivamente da convogli turistici e storici della Fondazione FS durante la stagione estiva.

## Servizi
La stazione dispone dei seguenti servizi:
- Biglietteria a sportello
- Biglietteria automatica
- Sala d'attesa
- Servizi igienici

## Interscambi
All'esterno della stazione fermano le linee sostitutive per Gemona del Friuli e Maniago, dove sono possibili coincidenze con i treni per Sacile. 

Presso il centro di Pinzano, a 500 metri, fermano le linee SAF per San Daniele del Friuli e Udine ed ATAP per Spilimbergo e la Val d'Arzino.
La stazione offre i seguenti interscambi:
- Fermata autobus (linee ATAP e FS)